# Campeonato da Europa de Atletismo de 2014 - 50 km marcha atlética masculina
A prova da marcha atlética 50 km masculina do Campeonato da Europa de Atletismo de 2014 foi disputada no dia 15 de agosto de 2014 pelas ruas de  Zurique, na Suíça. 

## Recordes
Antes desta competição, os recordes mundiais e do campeonato nesta prova eram os seguintes:
|                       | Nome                | Nacionalidade | Tempo    | Local      | Data                |
| --------------------- | ------------------- | ------------- | -------- | ---------- | ------------------- |
| Recorde mundial       | Denis Nizhegorodov  | Rússia        | 3h34m14s | Cheboksary | 11 de maio de 2008  |
| Recorde do campeonato | Robert Korzeniowski | Polónia       | 3h36m39s | Munique    | 8 de agosto de 2002 |
| Recorde europeu       | Denis Nizhegorodov  | Rússia        | 3h34m14s | Cheboksary | 11 de maio de 2008  |

Os seguintes recordes foram estabelecidos durante esta competição: 
| Data         | Evento | Atleta       | Nacionalidade | Tempo    | Notas           |
| ------------ | ------ | ------------ | ------------- | -------- | --------------- |
| 15 de agosto | Final  | Yohann Diniz | França        | 3h32m33s | Recorde mundial |

## Medalhistas
| Ouro               | Prata            | Bronze            |
| Yohann Diniz (FRA) | Matej Tóth (SVK) | Ivan Noskov (RUS) |

## Cronograma
Todos os horários são locais (UTC+2).
| Data         | Hora | Evento |
| ------------ | ---- | ------ |
| 15 de agosto | 9:00 | Final  |

## Resultados

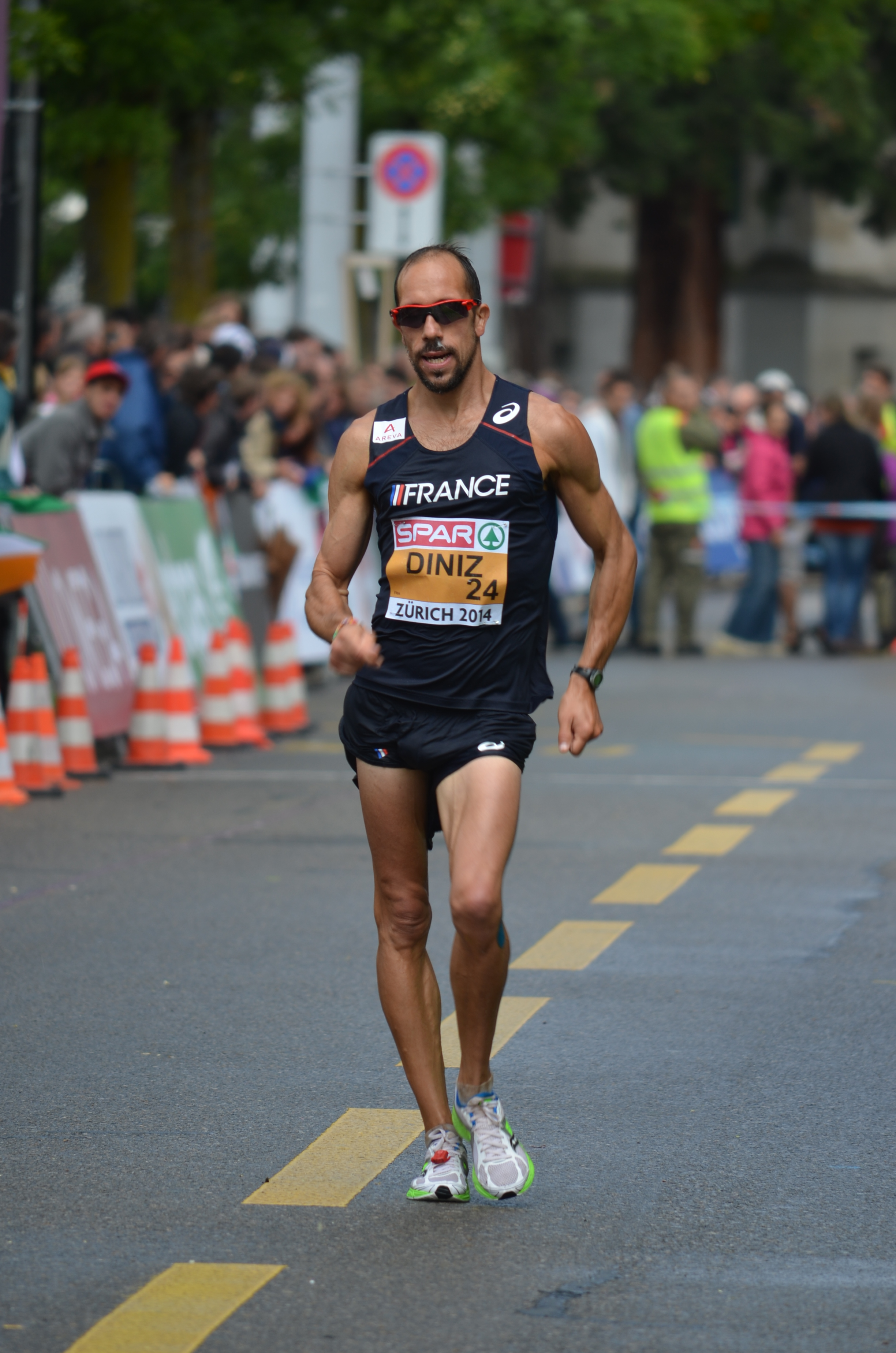
Yohann Diniz. quebra o recorde mundial

| Posição           | Atleta                   | Nacionalidade | Tempo   | Notas                |
| ----------------- | ------------------------ | ------------- | ------- | -------------------- |
| Medalha de ouro   | Yohann Diniz             | França        | 3:32:33 | Recorde mundial      |
| Medalha de prata  | Matej Tóth               | Eslováquia    | 3:36:21 | Recorde nacional     |
| Medalha de bronze | Ivan Noskov              | Rússia        | 3:37:41 | Recorde pessoal      |
| 4                 | Mikhail Ryzhov           | Rússia        | 3:39:07 |                      |
| 5                 | Ivan Banzeruk            | Ucrânia       | 3:44:49 | Recorde pessoal      |
| 6                 | Ihor Hlavan              | Ucrânia       | 3:45:08 |                      |
| 7                 | Marco De Luca            | Itália        | 3:45:25 | Recorde pessoal      |
| 8                 | Jesús Ángel García       | Espanha       | 3:45:41 | Recorde da temporada |
| 9                 | Augustyn                 | Polónia       | 3:48:15 |                      |
| 10                | Ato Ibáñez               | Suécia        | 3:48:42 | Recorde pessoal      |
| 11                | Jarkko Kinnunen          | Finlândia     | 3:48:49 |                      |
| 12                | Oleksiy Kazanin          | Ucrânia       | 3:49:00 |                      |
| 13                | Alexandros Papamichail   | Grécia        | 3:49:58 |                      |
| 14                | Aleksandr Yargunkin      | Rússia        | 3:50:39 |                      |
| 15                | Carl Dohmann             | Alemanha      | 3:51:27 | Recorde pessoal      |
| 16                | Brendan Boyce            | Irlanda       | 3:51:34 | Recorde pessoal      |
| 17                | Tadas Šuškevičius        | Lituânia      | 3:52:39 |                      |
| 18                | Veli-Matti Partanen      | Finlândia     | 3:52:58 | Recorde pessoal      |
| 19                | Dušan Majdán             | Eslováquia    | 3:53:26 | Recorde pessoal      |
| 20                | Teodorico Caporaso       | Itália        | 3:58:23 | Recorde da temporada |
| 21                | Francisco Arcilla        | Espanha       | 4:00:57 |                      |
| 22                | Jean-Jacques Nkouloukidi | Itália        | 4:01:12 |                      |
| 23                | Marius Cocioran          | Roménia       | 4:03:25 |                      |
| 24                | Martin Tistan            | Eslováquia    | 4:06:11 | Recorde pessoal      |
| 25                | Pedro Isidro             | Portugal      | 4:07:44 |                      |
| 26                | Lukáš Gdula              | Chéquia       | 4:08:51 |                      |
| 27 !              | Robert Heffernan         | Irlanda       | DNF     |                      |
| 27 !              | Łukasz Nowak             | Polónia       | DNF     |                      |
| 27 !              | Ivan Trotski             | Bielorrússia  | DNF     |                      |
| 27 !              | Grzegorz Sudoł           | Polónia       | DNF     |                      |
| 27 !              | Ričardas Rekst           | Lituânia      | DNF     |                      |
| 28 !              | Andreas Gustafsson       | Suécia        | DSQ     |                      |
| 28 !              | Maciej Rosiewicz         | Geórgia       | DSQ     |                      |
| 28 !              | Pavel Schrom             | Chéquia       | DSQ     |                      |
| 29 !              | Perseus Karlström        | Suécia        | DNS     |                      |

Legenda
| Recorde mundial       | Recorde mundial (World record)               |                       | Recorde africano                      | Recorde africano (African) |                                           | Q | Classificado por posição (Qualified) |
| Recorde do campeonato | Recorde do campeonato (Championship record)  | Recorde da América    | Recorde da América (Americas)         | q                          | Classificado por melhor tempo (Qualified) |   |                                      |
| Melhor marca do ano   | Melhor marca do ano (World leading)          | Recorde asiático      | Recorde asiático (Asian)              | DNS                        | Não largou (Did not start)                |   |                                      |
| Recorde nacional      | Recorde nacional (National record)           | Recorde europeu       | Recorde europeu (European)            | DNF                        | Não terminou (Did not finish)             |   |                                      |
| Recorde pessoal       | Recorde pessoal do atleta (Personal best)    | Recorde da Oceania    | Recorde da Oceania (Oceania)          | DSQ / DQ                   | Desclassificado (Disqualified)            |   |                                      |
| Recorde da temporada  | Recorde da temporada do atleta (Season best) | Recorde sul-americano | Recorde sul-americano (South America) | NM                         | Sem marca (No mark)                       |   |                                      |